# Bruno Ahlberg
Bruno Ahlberg (ur. 23 kwietnia 1911 w Espoo, zm. 9 lutego 1966 w Helsinkach) – fiński bokser, brązowy medalista letnich igrzysk olimpijskich w Los Angeles w 1932 roku w wadze półśredniej.
W 1932 roku na turnieju olimpijskim pokonał kolejno Kanadyjczyka Tony’ego Manciniego i Włocha Luciano Fabbroniego. W walce półfinałowej przegrał z Niemcem Erichem Campe, natomiast w walce o trzecie miejsce walkowerem pokonał Brytyjczyka Davida McCleave’a. Był to pierwszy fiński medal olimpijski w boksie.
Cztery lata później na turnieju olimpijskim w Berlinie przegrał już w pierwszej walce z Amerykaninem Jimmym Clarkiem.
Był dwukrotnym mistrzem Finlandii w latach 1932 i 1933 oraz wicemistrzem w 1935 roku.
W 1937 roku przeszedł na zawodowstwo. Do 1941 roku stoczył 25 walk, z których 11 wygrał, 8 przegrał i 6 zremisował.